# Александрович III
Александрович III (Александрович Малоросійський, пол. Aleksandrowicz III, Aleksandrowicz Małorosyjski) — шляхетський герб родини Александровичів, що походили з козацької старшини Гетьманщини. Герб було зображено в Малоросійському гербовнику авторства В. Лукомського та В. Модзалевського.
Не плутати з гербом Александрович.

## Історія
Гербовник Російської імперії, VIII, 138 — Герб роду Александровичів, нащадки прізвища Александровичі, що походять з Польської шляхти.
Предок роду перебував у Києві і мав сина Олександра, нащадки якого й іменуються Александровичами. Александровичі служили Російському престолу в різних малоросійських чинах і володіли селами, що підтверджується довідками Чернігівського дворянського зібрання.

## Опис
Щит розділений діагонально до правого нижнього кута на дві частини, в правому полі пурпурового кольору розташована срібна стріла, що летить вниз. У лівій частині блакитного поля щита зображено золотий хрест на червоному серці з птицею (чайка або поморник) на хресті. Щит увінчаний дворянським шоломом і короною, на якій знаходиться Фортуна (богиня удачі) тобто: нага діва з вітрилом в руках. Намет на щиті блакитного кольору, підкладений золотом.